# سيرجان
سيرجان هي مدينة إيرانية تقع في محافظة كرمان.
يبلغ عدد سكانها 167,014 حسب احصاء عام 2006 م. من أعلامها الأدبية صفار زاده.

## معرض صور

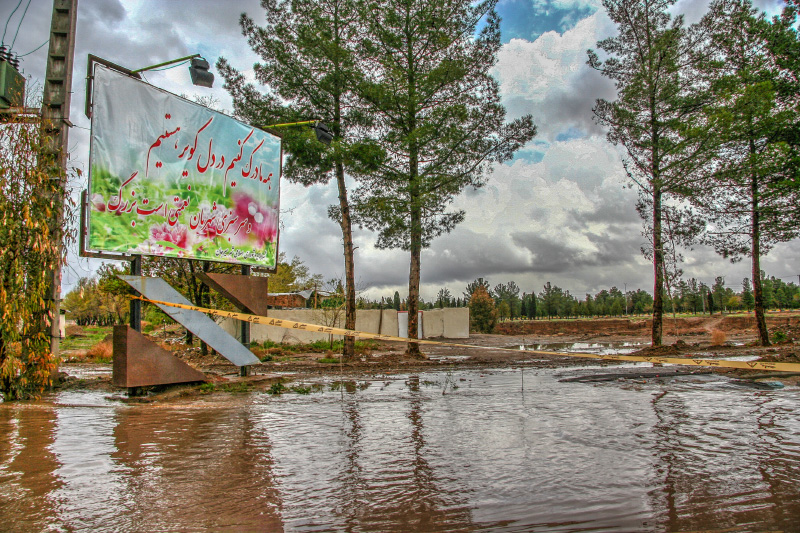
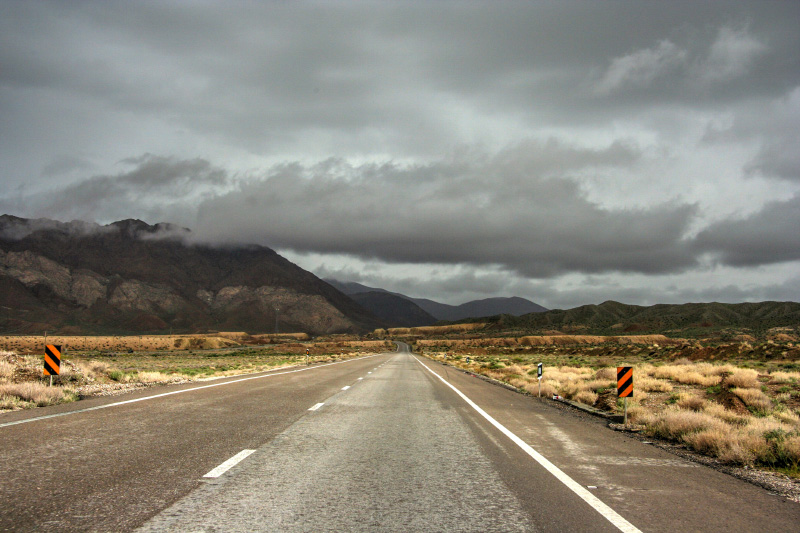
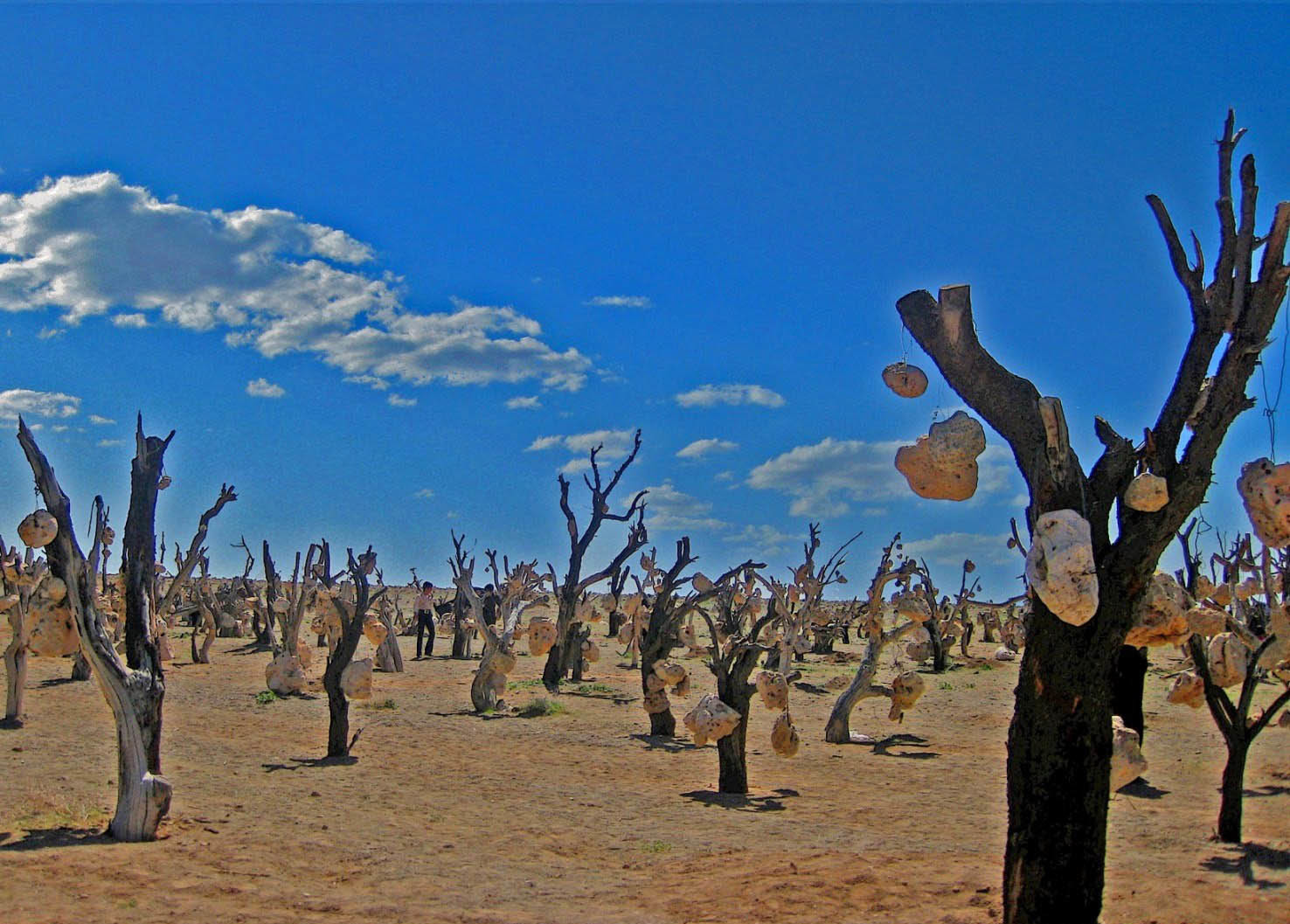

## أعلام
- صفار زاده
- عباس بور خسرواني
- علي شهسواري بور
- إسحاق جهانغيري